# Daniel Jocelyn
 (juillet 2022).
Pour les articles homonymes, voir Jocelyn.
Daniel James Jocelyn (né le 11 septembre 1970 à Sydney) est un cavalier néo-zélandais de concours complet.

## Carrière
Il apprend l'équitation quand il est enfant. Adolescent, il fait partie de l'équipe gagnante pour représenter le pays lors de l'événement des équipes inter-pacifiques des poneys clubs en Australie. En 1995, il fait son premier voyage d'apprentissage au Royaume-Uni.
Il participe aux Jeux olympiques d'été de 2004 à Athènes. Mais son cheval se blesse au cours de l'épreuve.
Il était présent auparavant aux Jeux équestres mondiaux de 2002 où il est douzième.
Il prend part aux Jeux équestres mondiaux de 2018.